# Surgical Steel
Surgical Steel is het zesde album van de britse band Carcass. Het is het eerste album nadat de band in 1996 uit elkaar ging. Het album wordt door velen beschouwd als een combinatie van de muziek van alle eerdere albums van de band, maar de focus ligt duidelijk op het geluid van Heartwork, namelijk melodieuze deathmetal. Dit is het eerste album van de band zonder Owen als drummer, dit omdat hij in 1999 een hersenbloeding kreeg, waardoor hij nooit meer op zijn oude niveau zal kunnen drummen, als vervanging heeft de band Daniel Wilding van Trigger The Bloodshed aangenomen.

## Tracks
1. "1985"
2. "Thrasher's Abattoir"
3. "Cadaver Pouch Conveyor System"
4. "A Congealed Clot of Blood"
5. "The Master Butcher's Apron"
6. "Noncompliance to ASTM F899-12 Standard"
7. "The Granulating Dark Satanic Mills"
8. "Unfit for Human Consumption"
9. "316L Grade Surgical Steel"
10. "Captive Bolt Pistol"
11. "Mount of Execution"

## Bezetting van de band tijdens opname
- Daniel Wilding
- Bill Steer
- Jeff Walker